# Jason Pratensis

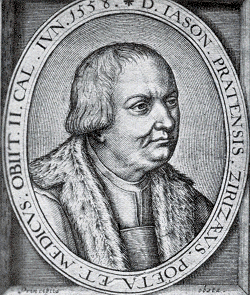
Gravure Jason Pratensis (1486-1558)

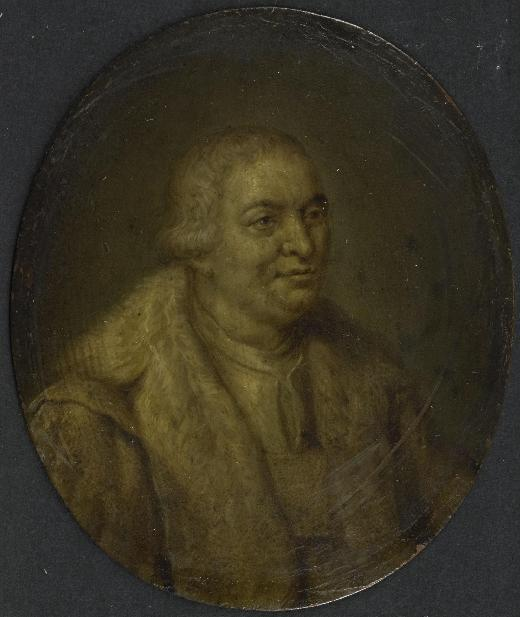
Jason Pratensis, geschilderd door Jan Maurits Quinkhard (1771). Rijksmuseum, Amsterdam.

Jason Pratensis, ook: à Pratis, (?, 1486 - Zierikzee, 22 mei 1558) was een Zuid-Nederlands humanistisch medicus en dichter. Hij praktiseerde te Zierikzee. Hij latiniseerde zijn Nederlandse naam Jason van der Velde door deze om te zetten in Pratensis. Pratensis is verder ook bekend onder de namen Van der Meersche en Van Praet.
Pratensis werd waarschijnlijk geboren in Gent of in de directe omgeving daarvan. Hij werd vermoedelijk opgeleid aan de universiteit van Leuven, waarna hij zich in 1514 te Zierikzee vestigde. Pratensis was daarna beurtelings actief in Zierikzee en Veere. Tussen 1549 en 1554 was hij schepen te Veere. Mogelijk heeft hij tussendoor kortstondig in Goes gewoond.
Pratensis was de lijfarts van de heren van Sandenburg. Pratensis was ook de lijfarts van de Hollandse edelman Maximiliaan II van Bourgondië, markies van Veere. Aan hem droeg Pratensis zijn werk De tuenda sanitate op.

## Medische werken
Van der Velde schreef verschillende geneeskundige werken, waarin hij de geneeskundige principes zoals beschreven door Griekse, Romeinse en Arabische auteurs, als Hippocrates en Claudius Galenus, verwerkte. Zijn medische werken begeven zich op het gebied van de neurologie, verloskunde en gynaecologie.
Zijn werk De cerebri morbis, dat Pratensis gelijk zijn tijdgenoten Desiderius Erasmus en Andreas Vesalius in Bazel publiceerde, wordt veelal beschouwd als het eerste tekstboek puur gericht op de neurologie. Pratensis was zich er bijvoorbeeld van bewust dat tremoren geen willekeurige beweging vereisten en dat tremoren van het hoofd zelfs optraden als patiënten deze probeerden stil te houden (Neq; necessarium est, ut semper movendi studium interveniat, quibusdam nimirum caput intremiscit, quum id non commotum, sed maxime quietum vellent, ...). In de rest van het 33 hoofdstukken tellende boek schreef Pratensis onder andere over tetanus, duizeligheid, epilepsie, geheugenverlies en hemicranie (eenzijdige hoofdpijn, meestal migraine), maar ook dronkenschap, onnozelheid, manie en melancholie passeerden de revue. Daarbij bouwde hij met name op de ziekteconcepten, de pathogenese en de behandeling van de aandoeningen zoals deze reeds in de Griekse, Romeinse en Arabische oudheid werden beschreven, aangevuld met nieuwe renaissancistische concepten uit de astrologie en de farmacie en slechts enkele nieuwe klinische waarnemingen. Opvallend aan zijn beschrijving over manie was, dat hoewel hij het niet onmogelijk achtte dat de duivel daarbij een rol speelde, Pratensis geen aandacht besteedde aan mogelijke religieuze of spirituele behandelingen van de stoornis.
Vanwege het vasthouden aan de antieke principes der geneeskunde worden Pratensis' werken inhoudelijk, vanuit medisch-historisch oogpunt, in vergelijking met de werken van latere medici uit de Lage Landen, als weinig vooruitstrevend gezien. De werken hebben vooral betekenis dankzij het renaissancistische Latijn waarin ze geschreven zijn.
Na Pratensis' dood heersten er verschillende meningen over zijn prestaties. Pieter van Foreest omschreef Pratensis als medicus suo tempore magni nominis doctissimus, een arts die in zijn dagen een beroemd en buitengewoon geleerd man was. Albrecht von Haller was reeds minder te spreken over Pratensis, waarna Nicolas François Joseph Eloy (1714-1788) hem zelfs van increduliteit betichtte.

## Poëtische werken
Op poëtisch gebied bleef het oeuvre van Pratensis beperkt tot het in 1530 uitgegeven Sylva carminum adolescentiae, waarin hij zijn Neolatijnse jeugdgedichten bundelde. Deze gedichtenbundel bestaat uit vier delen, waarvan de eerste twee vooral moralistische en filosofische liederen bevatten. Het derde deel bevat daarnaast ook gelegenheidspoëzie, terwijl in het laatste deel religieuze liederen zijn opgenomen, waarin zijn vrome katholieke geloof en zijn aversie jegens het lutheranisme naar voren komt. Pratensis droeg het boekje op aan zijn zoon Thomas, omdat diens vroege interesse in dichtkunst Pratensis eraan deed herinneren nog over verzen te beschikken uit de tijd dat hij dezelfde leeftijd als zijn zoon had.

## Werken
- Libri duo de uteris, Antwerpen, 1524
- De pariente de partu, Antwerpen, 1527
- Sylva carminum adolescentiae, Antwerpen, 1530
- De arcenda sterilitate et progignendis liberis, Antwerpen, 1531
- De tuenda sanitate libri quatuor, Antwerpen, 1538
- De cerebri morbis, Heinrich Petri, Bazel, 1549
- Den Rosegaert vanden beuruchten vrouwen (samen met Eucharius Rösslin de Jonge), Jan Mathijszoon Amsterdam, 1555 (deel uit Libri duo de uteris opgenomen)